# Aroneanu (gmina)
Aroneanu – gmina w Rumunii, w okręgu Jassy. Obejmuje miejscowości Aroneanu, Dorobanț, Rediu Aldei i Șorogari. W 2011 roku liczyła 3402 mieszkańców.